# Lasiopogon schizopygus
Lasiopogon schizopygus là một loài ruồi trong họ Asilidae. Lasiopogon schizopygus được Cannings miêu tả năm 2002. Loài này phân bố ở vùng Tân Bắc giới.